# Zuccheraggio
Lo zuccheraggio in enologia è il procedimento per aumentare la gradazione alcolica del vino, anche se tale procedura in Italia è illegale: a tale scopo si usano altri sistemi. 
In Europa è particolarmente usato nei Paesi settentrionali, che compensano così la mancanza di sole nel processo di maturazione delle uve.
La Commissione europea, che punta a varare una riforma del mercato del vino entro la fine del 2008, intende vietare lo zuccheraggio per favorire i vini di migliore qualità.